# São Paulo de Olivença
São Paulo de Olivença là một đô thị thuộc bang Amazonas, Brasil. Đô thị này có diện tích 19745,81 km², dân số năm 2007 là 29891 người, mật độ 1,51 người/km².